# جاك همفري
جاك همفري هو رسام كندي، ولد في 1901، وتوفي في 1967 في سانت جون في كندا.